# Recouvrement de créances en France
Pour les articles homonymes, voir Recouvrement.
 (juillet 2010).
 (juillet 2010).
Améliorez-le ou discutez des points à vérifier. 
Le recouvrement de créances en France est une activité réglementée consistant à utiliser tous les moyens légaux, amiables et/ou judiciaires, pour obtenir d'un débiteur le paiement de la créance due au créancier.

## Définition d'une créance

### Créance commerciale
Toute obligation suppose un créancier (celui à qui l'on doit) et un débiteur (celui qui doit). C'est donc le droit que détient une personne dite le « créancier » à l'encontre d'une autre personne dite le « débiteur » ou la « personne débitrice ». En théorie, l'objet de la créance consiste en une obligation, soit de donner, soit de faire, soit encore de s'abstenir de faire, mais en pratique le recouvrement de créance s'applique au paiement d'une somme d'argent. La créance est dite commerciale si le débiteur est commerçant ou est une société commerciale ou encore si la dette a été contractée à l'occasion d'un acte de commerce.
Une créance peut être civile pour le créancier et commerciale pour le débiteur ou réciproquement selon la nature de l'obligation et la qualité des parties.

### Créance civile
Les créances civiles, sont celles qui n’entrent pas dans la sphère d’une relation commerciale de professionnel à professionnel, ce sont celles qui existent entre deux personnes civiles.
Une créance civile est réclamée auprès du Tribunal de Grande Instance alors que la créance commerciale l’est devant le Tribunal de Commerce.

### Créance fiscale
Les créances fiscales sont le plus souvent appelées impôts car ce sont celles où le débiteur, appelé contribuable, doit payer la somme due à l'administration fiscale qui est ici le créancier pour la satisfaction de l'intérêt général.

## L'activité de recouvrement de créance
La procédure de recouvrement est sensiblement la même selon le type de créance à recouvrer.

### Recouvrement des créances fiscales
C'est la compétence principale des agents de la direction générale des impôts en collaboration avec les agents de la direction générale du trésor. Il est à noter qu'en matière de recouvrement de créances fiscales, la procédure comprend deux phases :
- Le recouvrement spontané et/ou amiable
- Le recouvrement forcé

#### Recouvrement spontané et/ou amiable de créances fiscales
Le contribuable, n'ayant pas envie de subir le recouvrement forcé de sa créance envers le fisc, a plusieurs options pour apurer sa dette spontanément :
1. Les versements spontanés ;
2. Les versements à la suite de contrôles fiscaux ;
3. Les autres formes de paiement.

##### Versements spontanés
On parle de versements spontanés des impôts, droits et taxes lorsque ces derniers sont déclarés et payés à une échéance déterminée. C'est le cas d'une déclaration auto-liquidative ou liquidative accompagnée de moyens de paiement.

##### Paiements à la suite des contrôles fiscaux
Il s'agit ici de la situation des contribuables qui, à la réception de la dernière pièce de procédure dans le cadre d'un contrôle fiscal, se rendent directement auprès du receveur des impôts compétent pour apurer leur créance. Ce paiement s'effectue dans un délai de 15 jours dont dispose le contribuable pour acquitter sa dette après réception de l'AMR ou du titre de perception.
Le trait caractéristique de cette phase est l'absence de contrainte, la volonté du contribuable de s'acquitter de sa dette et surtout le désir d'une franche collaboration entre le contribuable et l'administration.

##### Autres formes de paiement
Parmi ces types de paiement, figurent :
- le paiement par anticipation
- la retenue à la source

###### Paiement par anticipation
Il convient de relever que ce mode de recouvrement était beaucoup lié au rôle. Il s'agissait d'une procédure de recouvrement par laquelle le contribuable pouvait se libérer de sa dette avant la sortie du titre exécutoire.
Bien qu'utilisé dans le cadre de certaines procédures de contrôle et de vérification des grandes entreprises, ce procédé n'a pas encore été formalisé dans certains pays, c'est-à-dire qu'il n'est pas intégré formellement dans les droits positifs de ces pays.
Il faut relever que le paiement par anticipation des impositions à la suite d'un contrôle fiscal participe à la multiplication des titres de créances qui sont émis à des dates différentes. Ceci entraine des problèmes de leur comptabilisation et de leur suivi au niveau des recettes des impôts.

###### Retenue à la source
C'est un mode de perception des impôts consistant à obliger le débiteur d'une somme imposable chez le contribuable à opérer sur celle-ci la retenue des impôts et taxes dus par le contribuable qu'il devra reverser lui-même dans les caisses du Trésor Public à des échéances précises. Les sommes retenues peuvent constituer un acompte qui s'impute sur l'impôt global dont le contribuable sera redevable au titre de la période concernée.
La retenue à la source apparaît comme un mode particulier de recouvrement des impôts à versements spontanés.

### Recouvrement de créances civiles et commerciales

#### Gestion interne
L'entreprise gère elle-même le recouvrement de ses impayés, par exemple dans un service contentieux ; elle peut éventuellement s'appuyer sur des sociétés spécialisées, souvent des sociétés de recouvrement, qui lui fourniront des services tels que des modèles de documents à en-tête, etc., En cas de non-paiement, la société créancière peut décider d'abandonner la créance. Si tel est le cas elle devra néanmoins assumer la charge fiscale de son choix dès lors que la charge résultant de la perte de sa créance n'entre pas dans les conditions de récupération de la TVA et de passage en perte de la créance.

### Externalisation
L'entreprise fait appel à une société spécialisée dans le recouvrement, alors mandatée, qui s'occupe simplement de poursuivre la démarche initiale de recouvrement, et éventuellement s'occupe des démarches judiciaires. La société de recouvrement est alors dénommée « le mandataire », l'entreprise faisant appel à elle est alors désignée comme « le mandant ». Dans ce cas de figure, l'entreprise reste le créancier. En cas de non-paiement, et lorsque la démarche de recouvrement amiable voire judiciaire se sera soldée par un échec, le mandataire pourra alors fournir, en tant que professionnel, une attestation de non solvabilité au mandant, lui permettant par la suite de recouvrer la TVA auprès des services fiscaux. Au terme de l'article 272 1. du CGI, la TVA est récupérable si la créance est « définitivement irrécouvrable » (Les autres cas rendant possible cette récupération étant l'annulation ou la résiliation de la vente ou du service). Cela suppose que le droit de créance soit éteint. L'alinéa 2 du même article dispose que l'ouverture d'une procédure de liquidation judiciaire autorise la déductibilité de la TVA due par le débiteur.
Tel n'est pas le cas du passage en perte de la créance, lequel suppose la clôture des opérations de liquidation judiciaire. La jurisprudence admet que le procès-verbal de carence établit par l'huissier instrumentaire d'une décision de justice puisse attester du caractère définitivement irrécouvrable de la créance. Il en est de même du certificat émis par le mandataire liquidateur judiciaire nommé par le Tribunal. S'agissant des certificats émis par les tiers chargés de démarches amiables, ils n'ont pas de force probante et restent soumis au bon vouloir de l'administration.
Il convient également de préciser que depuis un arrêt du 21 mai 2002 de la Cour d'appel de Paris et un arrêt de la Cour de Cassation du 21 janvier 2003 (1re Chambre Civile no 01-14383) les cabinets de recouvrement se sont vus interdire d'exercer la représentation des parties en justice. Seuls les avocats peuvent exercer cette activité de manière habituelle et rémunérée.
Cependant, le mandataire peut lui-même effectuer certaines procédures judiciaires simplifiées telles que la demande en injonction de payer. Une fois ces démarches amiables et judiciaires simplifiées échouées, il convient donc de faire appel à un avocat.
Le marché français des sociétés de recouvrement compte aussi bien des cabinets spécialisés que des groupes internationaux tels que Intrum Justitia, Hoist Finance, RECOCASH ou EOS Credirec.

### Rachat de créance
S'il est effectué avant la date d'échéance de la facture, le rachat de la créance est une activité bancaire visant à permettre à l'entreprise de mobiliser ses créances. L'opération peut être assortie d'une assurance pour garantir le risque d'impayé. La cession intervient par l'effet de la subrogation (affacturage) ou via la cession Dailly, crée en 1981 (aujourd'hui art. L.313-23 du Code monétaire et financier).
Si la facture est impayée, il existe quelques sociétés spécialisées qui sont susceptibles de se porter cessionnaires. Celles-ci assument alors la charge des poursuites, le créancier ayant cédé sa créance étant désintéressé par le prix reçu pour la cession de sa créance. Le marché concerne pour l'essentiel des créances civiles bancaires ou d'assurance regroupées au sein de fonds communs de créances. Ces sociétés spécialisées dans le rachat de créance rachètent la créance à bas prix, ce qui leur permet de payer des conseillers qui vont aider les débiteurs à régler leurs dettes.
En France, certains des principaux acteurs dans le rachat de créance sont Intrum Justitia, Hoist Finance, Cabot Financial France et EOS.

### Une activité très réglementée
Le Code des procédures civiles d'exécution (CPCE), notamment à ses articles L.111-1 et suivants et à ses articles R.124-1 à R.124-7, reprend les anciennes dispositions du décret 96-1112, qui lui est abrogé depuis le 1er juin 2012.
L'activité des sociétés spécialisées dans le recouvrement de créances a été réglementée jusqu'en 2012 par le décret 96-1112 du 18 décembre 1996, abrogé. Afin de lutter contre toutes dérives et abus, le législateur a réglementé l’activité de recouvrement de créances par les Décrets n°96-1112 du 18/12/1996 et n° 2012-783 du 30 mai 2012.
Ces textes encadrent et réglementent l’activité des personnes exerçant l’encaissement et la gestion de créances pour le compte d’autrui.
La société de recouvrement doit adresser au débiteur, obligatoirement par courrier :
- les nom ou dénomination sociale de la personne chargée du recouvrement amiable, ainsi que l'adresse ;
- les mêmes éléments concernant le créancier : la société de recouvrement ne peut donc masquer son identité ;
- l'ensemble des éléments qui fondent la dette, capital, intérêts et divers.

Ce courrier étant une étape obligatoire de la procédure, un simple contact téléphonique ne suffit juridiquement pas pour exiger du débiteur une quelconque somme : ce ne peut être qu'une simple prise de contact. Il en va d'ailleurs de tous les appels téléphoniques, qui n'ont aucune valeur juridique (au contraire, répétés, ils peuvent être constitutifs d'un délit pénal).
Toute personne qui procède au recouvrement de créances doit être titulaire d’un compte exclusivement affecté à la réception des fonds encaissés pour le compte des créanciers.
Cette personne doit souscrire un contrat d’assurance la garantissant contre les conséquences pécuniaires de la responsabilité civile professionnelle qu’elle peut encourir en raison de son activité.
Une personne assumant l’activité de recouvrement doit également adresser une quittance au débiteur pour tout paiement. Également reverser au créancier les fonds reçus dans le délai d’un mois à compter de leur encaissement effectif.

### Le mandat aux fins de recouvrement amiable
Lorsqu'une société ou une entreprise souhaite procéder au recouvrement de créances, elle peut faire appel à une société spécialisée. Dans ce cas, elle va donner à la société spécialisée mandat ou procuration aux fins de procéder aux opérations de recouvrement amiable. Dans ce contexte, l'entreprise faisant appel à la société spécialisée sera désignée comme le mandant, la société spécialisée sera le mandataire. Les articles de loi suivants sont applicables :
- Les articles R124-1 et suivants du code des procédures civiles d'exécution[4]
- Les articles 1984[6] à 2010[7] du Code civil pour la définition juridique du mandat,
- La loi no 92-1442 du 31 décembre 1992[8] concernant les délais de paiement et les pénalités,
- Les articles L.111-1 et suivants du Code des procédures civiles d'exécution[3] concernant les procédures civiles d'exécution.

Les obligations réciproques du mandant et du mandataire sont décrites dans les articles 1993 et 1998 du code Civil. En cas d'agissement douteux de la part d'une société mandataire, la responsabilité du mandant pourrait alors être engagée, puisqu'il serait difficile de plaider l'ignorance.

### Quelles sont les sommes exigibles?
Ce point était couvert par l'article 1999 du code civil, et surtout par l'article 32 de la loi no 91-650 du 9 juillet 1991... abrogé par ordonnance no 2011-1895 du 19 décembre 2011 - art. 4 (V).

« Sauf s'ils concernent un acte dont l'accomplissement est prescrit par la loi, les frais de recouvrement entrepris sans titre exécutoire restent à la charge du créancier. Toute stipulation contraire est réputée non écrite. »

— Article 32, 3e alinéa, de la loi n° 91-650 du 9 juillet 1991
Cela signifiait que la société de recouvrement ne pouvait donc, de 1991 à 2011, réclamer au débiteur, sans décision de justice dûment notifiée, plus que le montant de la dette initiale, les frais étant à la charge du créancier. Ces frais comprenaient tout frais de dossier mais aussi la commission de l'organisme ou de la société mandaté(e) pour procéder au recouvrement de la dette. Aujourd'hui, ce principe n'est plus couvert par cet article de loi, et les créanciers peuvent donc facturer des frais de dossier liés au recouvrement de la somme exigée.
Attention : Lorsque la créance ne concerne qu'une petite somme résiduelle (moins de 200 euros en général) sur un contrat d'un montant plus élevé pour lequel le débiteur a déjà versé de l'argent, certains créanciers sont parfois tentés de ne présenter à leur mandataire en recouvrement de créance que le montant total de la prestation en « oubliant volontairement » de lui notifier les versements déjà réalisés, afin que la créance représente une somme suffisante rendant sa prise en charge par le mandataire acceptable par ce dernier. Outre que cette pratique est parfaitement illégale (il s'agit d'une escroquerie doublée de faux et usage de faux), ceci emportera la nullité de la démarche, à l'avantage du débiteur, et le mandataire sera fondé à demander réparation à son mandant.

### L'huissier en tant que mandataire spécialisé dans le recouvrement
Dans le cadre d'un recouvrement dit amiable, c'est-à-dire en l'absence de décision de justice et donc de titre exécutoire, l'huissier sollicité par un créancier aux fins de procéder au recouvrement amiable sera juridiquement dans la même situation que n'importe quelle autre société spécialisée dans le recouvrement de créances, dont l'activité est régie par le Code des procédures civiles d'exécution (anciennement régie par le décret 96-1112).
Il importe donc de différencier le rôle de l'huissier, travaillant en tant que société de recouvrement amiable, et le rôle de l'huissier chargé par l'institution judiciaire de faire appliquer une décision de justice et recouvrer une créance avec un titre exécutoire.
Dans le cadre de ses correspondances avec les débiteurs, l'huissier ne peut utiliser aucune signalétique sur son enveloppe susceptible à mettre le destinataire dans le doute, mais également nuire à sa réputation. Ainsi, un courrier frappé d'une mention « officiel », « recouvrement » ou toute autre expression laissant présager la situation de débiteur de manière très ostensible sans décision de justice est assimilé à une usurpation de droits. L'article L.433-13 du code pénal prévoit jusqu'à 15 000 € d'amende et 1 an de prison.

## Établir la réalité de la dette
La créance doit être certaine, liquide, exigible
Cette triple caractéristique d'une créance ne figure pas dans un article du code civil ou de tout autre code ou loi. Elle dérive d'un principe juridique constamment appliqué dans les jurisprudences de la Cour de cassation, laquelle rappelle ce principe dans le texte des arrêts lorsqu'elle statue sur un pourvoi concernant une créance par exemple.
En effet, selon l'article 604 du code de procédure civile, le pourvoi en cassation tend à faire censurer par la Cour de cassation la non-conformité de la décision qu’il attaque aux règles de droit. Ces règles intègrent les lois, les règlements, mais aussi certains principes (enrichissement sans cause, etc.).

### La créance doit être certaine
Conformément à l'article 1353 du code civil
, il incombe au créancier de prouver le caractère certain de la créance qu’il invoque, et démontrer qu'elle est incontestable.

« Celui qui réclame l'exécution d'une obligation doit la prouver.
Réciproquement, celui qui se prétend libéré doit justifier le paiement ou le fait qui a produit l'extinction de son obligation. »

— Article 1353 du code civil.

#### Les textes de loi
L'article 1582 du code civil précise que la vente est une convention, qui se fera sous acte authentique ou acte sous seing privé. L'article 1108 du code civil précise les quatre conditions de validité d'une convention :
- le consentement de la partie qui s'oblige ;
- sa capacité de contracter ;
- un objet certain qui forme la matière de l'engagement ;
- une cause licite dans l'obligation.

L'article 1583 du code civil ajoute que la vente n'est parfaite que si l'on est convenu de la chose et du prix.
Au sujet des consentements, la Cour de Cassation précise dans son arrêt du 27 janvier 1993 :

« L'acte sous seing privé n'est soumis à aucune autre condition de forme que la signature de ceux qui s'obligent. »

— Cour de Cassation, arrêt du 27 janvier 1993 (chambre civile n°1, pourvoi n°91-12115)
Ceci signifie que seule compte la signature des parties apposée au contrat : d'une part, un contrat non signé n'a pas d'existence juridique, d'autre part les autres mentions telles que Lu et approuvé n'ont aucune valeur juridique et n'engagent aucunement les parties. On en déduira que le créancier ne peut utilement présenter un document non signé (tel qu'un contrat ou un bon de commande signé) comme fondement de la dette.

#### En pratique: bon de commande / contrat et bon de livraison
Le créancier devra donc établir qu'un contrat a été conclu :
- comportant les signatures de chacune des parties[22],
- ne comportant pas de clause emportant la nullité,
- mentionnant l'objet de la commande et le prix à payer.

Un bon de commande, correctement rempli et valablement signé par les parties, est dans ce contexte une preuve certaine établissant la relation contractuelle.
Pour établir la preuve de la créance, le créancier devra par ailleurs prouver qu'il a, pour sa part, rempli ses obligations contractuelles. Un bon de livraison, valablement signé par les parties, jouera ce rôle. L'ensemble, bon de commande et bon de livraison, établira alors définitivement la réalité de la dette.
Dans le cas du recouvrement du montant d'un prêt, notamment d'un prêt à la consommation, le professionnel devra apporter la preuve de l’exécution préalable de son obligation de remise des fonds (Cass. Civ. 1re, 14 janvier 2010 (pourvoi no 08-13.160 PB), rejet).
Le créancier devra aussi tenir compte des paiements partiels réalisés par le débiteur.
On voit donc que la réalité de la dette doit s'établir et s'anticiper bien en amont du litige, dès le début du processus de commande.
NOTA : comme pour tout acte sous seing privé, le bon de commande et le bon de livraison doivent exister en autant exemplaires originaux que de parties, chaque partie conservant le sien. Cette obligation est imposée par l'article 1325 du code civil. Dans le cas où l'une des parties ne disposerait pas de son propre exemplaire original, la force probante de l'écrit serait alors compromise.

### La créance doit être liquide
Le montant de la créance doit pouvoir être évalué.
Par ailleurs, le créancier doit tenir compte, pour chiffrer le montant de la créance, des éventuels versements déjà réalisés par le débiteur.

### La créance doit être exigible
La créance doit être échue, c'est-à-dire que la date limite de paiement, prévue au contrat, a été dépassée.
Le créancier ne peut procéder au recouvrement d’une créance à terme ou dont l’exécution est soumise à condition suspensive.
Une créance prescrite (on dit qu'il y a alors forclusion) ne présente bien évidemment plus aucun caractère d'exigibilité.

#### Les textes de loi
Les articles 1650 et 1651 du Code civil sont très précis :

« La principale obligation de l'acheteur est de payer le prix au jour et au lieu réglés par la vente. »

— Article 1650 du Code civil

« S'il n'a rien été réglé à cet égard lors de la vente, l'acheteur doit payer au lieu et dans le temps où doit se faire la délivrance. »

— Article 1651 du Code civil

#### En pratique
Il importe que les éléments contractuels — bon de commande, contrat... — stipulent la date, ou la date limite, du paiement de la chose ou de la prestation.

### Une facture établit-elle le caractère certain d'une dette?
Une facture est un document unilatéral émis par le commerçant ou l'entreprise. Un tel document, ne présentant par nature aucune des caractéristiques d'un contrat valablement signé, ne peut donc constituer la preuve certaine d'une créance.
En conséquence, dans le cadre de l'envoi d'une mise en demeure telle que définie dans le Code des procédures civiles d'exécution, le créancier ne peut se contenter de transmettre au débiteur une simple facture comme justificatif de la créance : en effet, la facture n'étant pas en soi une preuve de créance, le courrier ne répondrait alors pas à son obligation légale de présenter au débiteur les fondements de la dette[réf. nécessaire]. Ce qui rendrait alors le mandataire ou le créancier passible de l'amende prévue au décret pré-cité.
Par contre, ce document pourra être présenté à un juge du fond comme commencement de preuve par écrit, qui, combiné à d'autres éléments présentés, pourra éventuellement emporter la conviction du magistrat.

### Le contrat oral
Bien qu'un contrat oral[réf. nécessaire] soit parfaitement valable, il est très difficile dans un tel cas de démontrer l'existence d'une créance, faute d'élément écrit à présenter au juge du fond.
Le contrat oral est encore très courant, notamment par la généralisation des achats par téléphone, mais aussi très souvent par facilité, ou méconnaissance de la part des commerçants des risques encourus.

### La reconnaissance implicite de preuve
En recouvrement de créances, la reconnaissance implicite de preuve consiste, pour un débiteur, à effectuer une action qui amènera le juge et le créancier à considérer que le débiteur reconnaît la dette qu'il doit et sa qualité de débiteur.
On considère par exemple qu'il y a reconnaissance implicite de preuve lorsque, sur sollicitation d'un créancier ou de son mandataire, une personne demande à bénéficier d'un étalement des paiements.

### Le délai de prescription
« Le temps des juristes n’échappe pas plus que celui des physiciens au grand principe de la relativité. »

— Doyen Jean Carbonnier (R.T.D.C. 1952, p. 171)
Toute dette est prescrite au-delà d'un certain délai, et ne peut donc plus être réclamée : on dit qu'il y a alors prescription.
La récente loi no 2008-561 du 17 juin 2008 portant réforme de la prescription en matière civile est à l'origine d'une refonte en profondeur du droit de prescription en matière civile. Les instances en justice initiées avant l'application de cette loi se poursuivent selon les anciens textes.

#### Prescriptions courtes
Le délai de prescription de droit commun est de 5 ans (Loi du 17 juin 2008). Cependant, dans le cas d'un recouvrement de créances, le Code civil prévoit des courtes prescriptions. Ceci est fondé sur la présomption de paiement, principe de droit très ancien.
Selon la même notion de présomption de paiement, une décision en justice en vue du recouvrement d'une créance sera d'autant plus difficile à obtenir que la justice aura été saisie sur le tard, voire à la limite du délai de prescription : il sera en effet plus difficile alors de convaincre le juge du bien-fondé de la démarche (l'adage dit : « une dette, à l'inverse du bon vin, vieillit mal »).
Le principe de la prescription courte tire aussi son origine historique dans le fait que le législateur ne souhaite pas voir le débiteur ruiné sous une double dette, les intérêts cumulés liés au retard du créancier à réclamer son dû se transformant en capital avec le temps.
Dans le cas d'une reconnaissance de dette, le principe de prescription courte et de présomption de paiement ne s'applique évidemment plus, et on appliquera alors la prescription de droit commun.
Selon ce principe, une prescription courte peut tomber facilement. En effet, il suffit que le débiteur conteste la dette pour que la prescription tombe : si la dette est contestée, il n'y a plus de présomption de paiement sur laquelle s'appuie la prescription courte.
Il en va de même avec un titre exécutoire, lequel interrompt de fait la prescription courte.

#### Effet d'une mise en demeure de payer sur la prescription
L'envoi d'une lettre de mise en demeure en recommandé avec accusé réception n'interrompt pas la prescription, ainsi que le rappelle la Cour de cassation
 dans son arrêt du 26 juin 1991, s'appuyant sur l'article 2244 du Code civil, qui décrit de façon limitative les cas d'interruption de la prescription :

« Encourt par suite la cassation l'arrêt qui, pour écarter la fin de non-recevoir tirée de la prescription opposée par une partie, retient qu'il a été adressé à celle-ci une lettre recommandée portant mise en demeure et qu'elle en a signé l'accusé de réception. »

— Cour de Cassation, arrêt du 26 juin 1991 (2e chambre civile, pourvoi n°90-11427)

#### Prescription dans le cadre de relations entre un particulier et un commerçant
Le délai de prescription est de deux ans (Article L. 137-2 du Code de la consommation du Code de la consommation) :

« L'action des professionnels, pour les biens ou les services qu'ils fournissent aux consommateurs, se prescrit par deux ans. »

— Article L. 137-2 du Code de la consommation
Attention :
- les transporteurs sont tenus de conserver les documents qui les concernent sur un an seulement : à l'échéance d'un an et selon la situation il peut devenir difficile de retrouver le bon de livraison d'une commande.
- il s'agit d'une prescription courte fondée sur la présomption de paiement : toute initiative du débiteur par laquelle le non-paiement peut se déduire (comme la contestation de la créance) fait automatiquement tomber la prescription courte au profit de la prescription de droit commun.

#### Prescription dans le cadre de relations avec un opérateur de communications électroniques (téléphonie, internet)
Le délai de prescription est d'un an (article L34-2 du code des Postes et des Communications Électroniques) :

« La prescription est acquise, au profit des opérateurs mentionnés à l'article L. 33-1, pour toutes demandes en restitution du prix de leurs prestations de communications électroniques présentées après un délai d'un an à compter du jour du paiement.
La prescription est acquise, au profit de l'usager, pour les sommes dues en paiement des prestations de communications électroniques d'un opérateur appartenant aux catégories visées au précédent alinéa lorsque celui-ci ne les a pas réclamées dans un délai d'un an courant à compter de la date de leur exigibilité. »

— Article L34-2 du Code des Postes et des Communications Électroniques

## Le processus de recouvrement

### Les différentes phases du recouvrement
Il existe plusieurs phases de recouvrement ; à chacune de ces phases correspond un statut comptable et un service dédié :
|    | Phase                                   | Statut comptable  | Service             |
| -- | --------------------------------------- | ----------------- | ------------------- |
| 1. | Le recouvrement commercial ou préventif | Sain              | Agence              |
| 2. | Le recouvrement amiable                 | Douteux           | Service amiable     |
| 3. | Le recouvrement contentieux             | Douteux compromis | Service contentieux |

### Le recouvrement amiable
Lorsque la dette est certaine (établie par des preuves telles qu'un contrat et un bon de livraison par exemple), liquide et exigible (délai de paiement dépassé), le créancier entamera alors une phase dite de recouvrement amiable.

#### La notification au débiteur
La phase de recouvrement amiable commence obligatoirement, et à l'exclusion de tout autre moyen (contact téléphonique, à domicile, etc.) par une notification de la créance au débiteur.

##### Une notification au contenu légalement encadré
Le créancier, ou son mandataire, devra adresser au débiteur une lettre comportant l'ensemble des éléments [réf. nécessaire] c'est-à-dire :
- Les nom ou dénomination sociale[37] de la personne chargée du recouvrement amiable, son adresse ou son siège social, l'indication qu'elle exerce une activité de recouvrement amiable ;
- Les nom ou dénomination sociale[37] du créancier, son adresse ou son siège social ;
- Le fondement[38] et le montant de la somme due en principal, intérêts et autres accessoires, en distinguant les différents éléments de la dette, et à l'exclusion des frais qui restent à la charge du créancier en application du troisième alinéa de l'article 32 de la loi du 9 juillet 1991 susvisée ;
- L'indication d'avoir à payer la somme due et les modalités de paiement de la dette ;
- La reproduction des troisième et quatrième alinéas de l'article 32 de la loi du 9 juillet 1991 précitée. Attention l'article 32 a été abrogé au 1er juin 2012)

Le courrier devra être transmis par lettre. Une lettre recommandée n'est pas obligatoire.

##### Notification et points de vigilance
Ce courrier, extrêmement important dans le cadre de la démarche car imposé par le législateur au créancier, avec un formalisme précis à respecter, appelle quelques points de vigilance :
- juridiquement, il n'y a pas de recouvrement amiable sans notification préalable par ce courrier : en conséquence, téléphoner à un débiteur pour lui réclamer le paiement de sa dette n'a aucune valeur juridique ; pis, ceci peut se retourner contre le créancier :
  - le débiteur peut se considérer victime d'appels malveillants, selon l'article 222-16[39] du code pénal ,
  - par ailleurs, toute démarche de recouvrement amiable ne respectant pas l'article R.124-4 du Code des procédures civiles d'exécution est passible de l'amende prévue à l'article R.124-7[4] du même code.
- le courrier doit être envoyé en recommandé avec avis de réception,
- seul le montant de la dette elle-même peut être réclamé, les frais étant, en l'absence de titre exécutoire, à la charge du créancier : si ces frais peuvent être mentionnés dans le courrier, en aucun cas ils ne peuvent être réclamés.
- les modalités de paiement doivent être clairement énoncées,
- le fondement de la dette doit s'appuyer sur des documents établissant la réalité de cette dette (la dette doit être certaine).
- les enveloppes de couleur, et toute autre biais tendant à stigmatiser le débiteur vis-à-vis des personnes susceptibles de lui distribuer son courrier, sont à proscrire, et pénalement sanctionnés (atteinte à la vie privée).

##### Répondre au créancier ou à son mandataire?
Le débiteur, lorsqu'il reçoit la mise en demeure, pourra s'adresser indistinctement au créancier directement, ou au mandataire. Le débiteur n'a aucune obligation d'informer le mandataire (souvent, la société de recouvrement) des transactions ou négociations en cours avec le créancier, et il peut donc l'ignorer totalement. Seul ce dernier est lié par contrat avec le mandataire.
Attention néanmoins, le créancier peut revendre la créance à un facteur dans le cadre d'une opération d'affacturage et dans ce cas le facteur devient juridiquement le créancier.

#### Les relances
Une fois la mise en demeure notifiée le créancier ou son mandataire pourra relancer le débiteur après un certain délai. En conformité avec l'article 1139 du code civil, l'envoi de courrier simple suffit à faire valoir une mise en demeure.
La fréquence et le contenu des courriers de relance appellent à une certaine vigilance, le débiteur pouvant, en cas d'excès, déposer plainte pour harcèlement.
L'utilisation de relances téléphoniques est à proscrire. En effet, leur multiplication ainsi que, souvent, leur contenu agressif, rendent ces relances assimilables à des appels malveillants, passibles des peines prévues à l'article 222-16 du code pénal. Elles ont une portée juridique limitée car les engagements pris à l'occasion d'un appel téléphonique ne peuvent être valablement prouvés, tandis que, par ailleurs, les moyens technologiques actuels proposés par les opérateurs de télécommunications permettront aisément de mettre en échec ce type de stratégie (options de blocage d'appels diverses et variées etc).

#### Le paiement d'un acompte
Très souvent, le mandataire en recouvrement essaiera d'obtenir un premier acompte de la part du débiteur. Plus que pour l'aspect pécuniaire, cette démarche a surtout pour objectif de fermer certaines voies de recours au débiteur. En effet, le versement d'un acompte est considéré comme une reconnaissance implicite de la créance. Cette reconnaissance a donc des implications juridiques importantes :
- elle fait tomber les prescriptions courtes fondées sur une présomption de paiement,
- elle empêche de fait le débiteur de contester les fondements de la dette puisqu'il la reconnaît implicitement à travers le paiement, même partiel.

Il importe donc, pour le débiteur, en fonction des voies de recours (contestation de la dette, ou utilisation de la prescription) d'éviter une reconnaissance implicite de la dette :
- par le paiement de tout ou partie de la somme réclamée,
- mais aussi, par la négociation d'un échéancier dont la preuve écrite pourrait être apportée par le créancier.

À noter cependant que la récente réforme de la prescription met fin au régime des prescriptions fondées sur la présomption de paiement. Sous réserve de l'interprétation qui sera faite par les juges du fond de cette loi, les implications du versements d'un acompte devraient aujourd'hui être limitées sinon sans effet - on peut cependant avancer sans risque que, par force d'habitude, les comportements des mandataires en recouvrement ne s'adapteront pas immédiatement à cette nouvelle donne.

#### Erreurs et abus fréquents en recouvrement amiable
Dans le cadre d'un processus de recouvrement amiable, certaines erreurs, voire abus, sont fréquemment commis par le créancier ou son mandataire. Les raisons sont les suivantes :
- une méconnaissance certaine de la loi en général, et celle encadrant l'activité de recouvrement en particulier : non seulement de la part du créancier, mais aussi, bien souvent, du mandataire,
- une certaine 'prise de liberté' avec la loi, motivée par la certitude que le débiteur, intimidé - et souvent dans son tort lorsque la dette est réelle - donnera suite à la réclamation ou négligera de faire respecter ses droits.

##### Des abus facilement exploitables par le débiteur
Ces erreurs ou abus sont lourds de conséquences pour le créancier d'une part, et parfois aussi pour son mandataire d'autre part. Elles sont en effet souvent sanctionnables (y compris pénalement) et peuvent donc être exploitées utilement par le débiteur averti :
- pour retourner la négociation en sa faveur,
- faire avorter définitivement le processus de recouvrement dans sa totalité (amiable et donc judiciaire) : en effet, le débiteur pourrait alors utilement notifier au créancier ou à son mandataire qu'il portera plainte de son côté si celui-ci entame une procédure en vue de l'obtention d'un titre exécutoire,
- pour faire échec en justice à une requête en vue d'obtenir un titre exécutoire, puis à lancer une demande reconventionnelle en procédure abusive avec demande de dommages et intérêts, selon l'article 32-1 du code de procédure civile[43].

##### Le créancier ou son mandataire procède à de nombreuses relances téléphoniques
Souvent, un premier appel téléphonique permet au créancier ou à la société de recouvrement qu'il mandate de prendre un premier contact avec le débiteur, de prendre connaissance des raisons du défaut de paiement et de la situation générale de la personne, et éventuellement de négocier un paiement (délais, échelonnement).
De tels appels doivent cependant être envisagés avec la plus extrême prudence par le créancier ou son mandataire. Lorsqu'ils ont vocation à avancer dans le processus de recouvrement, comme pour la négociation d'un échéancier, il est préférable d'en laisser l'initiative au débiteur.
- Multiplication abusive des appels téléphoniques

Il arrive cependant que, répétés et agressifs[réf. nécessaire], afin d'intimider le débiteur, de tels appels placent le créancier ou son mandataire hors-la-loi. L'article 222-16 du code pénal sanctionne en effet de tels appels malveillants. L'infraction est constituée dès le second appel, quelle que soit la durée ou l'heure des appels (même si les appels ont lieu à des dates différentes) ainsi que leur origine, que le débiteur ait décroché ou non, dès lors que l'instruction démontrera une origine unique (en termes de personne physique ou morale et non en termes de numéro de téléphone d'origine).
- Utilisation de numéros masqués ou de robots d'appels

Certaines sociétés de recouvrement procèdent en émettant des appels masqués, parfois par robot automatique d'appel. Outre que la méthode est clairement illégale et procède d'une forme de harcèlement tombant sous le coup de l'article 222-16 du code pénal, ces précautions sont parfaitement inutiles car les opérateurs téléphoniques seront en mesure de fournir les numéros d'origine des appels sur sollicitation du juge, dès lors que le débiteur, ayant porté plainte, aura pris soin de noter les relevés exacts :
- - date et l'heure de chaque appel,
  - durée de chaque appel,
  - numéro d'origine de chaque appel (si non masqué),
  - éventuellement enregistrement de la conversation (dictaphone MP3, etc.).

Le processus de recouvrement amiable ne requiert juridiquement aucun appel téléphonique pour aboutir. C'est pourquoi, lorsque le créancier ou son mandataire téléphone au débiteur, il prend le risque de se placer hors-la-loi, dès le second appel.[réf. nécessaire]
Le créancier ou son mandataire a donc le plus grand intérêt à éviter de faire échouer l'ensemble de la procédure de recouvrement par suite d'un abus dans l'usage des moyens de communication téléphoniques.

##### Le mandataire intègre ses propres frais dans le montant que devra payer le débiteur
Le créancier ou son mandataire notifie au débiteur, par courrier en recommandé avec avis de réception, le montant de la créance. Ce montant réclamé doit obligatoirement être égal au montant de la créance, c'est-à-dire le montant total de la prestation diminué des paiements déjà effectués.
Le courrier peut éventuellement mentionner des frais annexes, mais ceux-ci ne pouvant être réclamés au débiteur en l'absence de titre exécutoire obtenu devant un juge, ils ne peuvent aucunement être intégrés au montant réclamé dans le cadre d'une procédure de recouvrement amiable.
Cette erreur courante peut faire échec par la suite à l'obtention d'un titre exécutoire en justice. En effet, non seulement le courrier de notification n'est alors plus en conformité avec la législation encadrant l'activité, entraînant un vice de forme passible par ailleurs d'une amende, mais le débiteur pourrait parallèlement intenter une action au pénal pour escroquerie selon l'article 313-1 du code pénal.

##### Le mandataire omet d'intégrer, en déduction du montant à payer, les versements déjà réalisés
La tentation est en effet parfois très forte pour le créancier de convaincre une société de recouvrement de traiter un dossier concernant une créance d'un montant relativement faible, en ne présentant à cette société qu'une partie du dossier en ne signalant pas les remboursements déjà effectués.
De tels agissements sont réprimandés par le code pénal :
- pour escroquerie selon l'article 313-1[44] du code pénal,
- pour faux et usage de faux selon l'article 441-1[46] du code pénal.

Ainsi que le rapporte le Garde des Sceaux lors d'une séance de questions au gouvernement,, la qualification d'extorsion prévue à l'article 312-1 du code pénal pourrait aussi s'appliquer.
Il peut aussi parfois s'agir d'une erreur dans la transmission du dossier entre le créancier et son mandataire, erreur lourde de conséquence, puisqu'elle met en péril l'ensemble de la procédure. C'est pourquoi le créancier tirera le plus grand bénéfice à présenter à son prestataire un dossier complet, incluant toutes les pièces, permettant ainsi un recouvrement efficace de la créance.

##### Le débiteur reçoit des lettres avec des enveloppes de couleur
Certaines sociétés ou organismes peu scrupuleux envoient parfois des courriers ou lettres de relance avec une enveloppe de couleur et des mentions spécifiques.
Ces courriers ont pour objectif de faire croire au débiteur ainsi qu'à toute personne apercevant l'enveloppe (facteurs, éventuellement voisins...) qu'il s'agit d'un courrier provenant d'un huissier agissant en tant qu'officier de justice dans le cadre d'un titre exécutoire.
Cette signalétique particulière porte préjudice au débiteur :
- en le trompant sur la nature réelle du courrier et en créant la confusion, par usurpation d'une fonction publique,
- en portant atteinte à sa vie privée.

Créer la confusion avec l'exercice d'une fonction publique est sanctionné par l'article 433-13 du code pénal sur l'usurpation de fonction.
Le débiteur pourra en outre utilement invoquer l'article 222-33-2 du code pénal pour harcèlement moral.
Afin qu'un quelconque courrier envoyé par le créancier ou son mandataire ait valeur légale et fasse juridiquement foi, il est nécessaire que ledit courrier soit expédié au débiteur par courrier en recommandé avec accusé de réception. Dans le cas contraire, il est sans valeur et n'a probablement d'autre vocation que celle d'intimider le débiteur.

##### Le débiteur reçoit des lettres au contenu menaçant
Certaines sociétés ou organismes peu scrupuleux envoient parfois des courriers ou lettres de relance avec un contenu intimidant et au ton comminatoire :
- usage d'un jargon ressemblant à des termes juridiques,
- mention d'informations en caractères gras et de grande taille,
- menaces diverses et variées (saisie sur salaire, etc.) sans fondement juridique et laissant supposer que la société (ou même l'huissier) agit en tant qu'officier de justice dans le cadre d'un titre exécutoire, ce qui est de l'usurpation de fonction.

Toute saisie par voie d'huissier nécessite au préalable l'existence d'un titre exécutoire obtenu devant le juge. De telles menaces dans un courrier dans le cadre de la procédure amiable, et en l'absence de décision de justice, n'ont donc aucun fondement juridique. Par contre, le débiteur pourra utilement invoquer :
- l'article 222-33-2[51] du code pénal pour harcèlement moral,
- l'article 433-13[50] du code pénal sur l'usurpation de fonction.

Comme on l'a vu précédemment, la société ou l'organisme procédant au recouvrement amiable a l'obligation de transmettre au débiteur les fondamentaux de la dette, en conformité avec le décret régissant cette activité.

##### Le créancier ou son mandataire contacte des tiers proches du débiteur
Certains créanciers ou mandataires en recouvrement de créance peu scrupuleux n'hésitent parfois pas à contacter des personnes proches du débiteur (parents, amis, collègues, patron…) afin de prévenir ceux-ci de la situation (à ce stade supposée) du débiteur, voire éventuellement en essayant d'obtenir de leur part un financement (par exemple d'une grand-mère, etc.).
De tels abus sont sanctionnés par la loi :
- de façon générale, ces faits sont sanctionnés par l'article 222-33-2[51] du code pénal sur le harcèlement moral,
- en cas divulgation d'informations, il y a atteinte à la vie privée sanctionnée par l'article 226-1[52] du code pénal,
- si la personne contactée par le créancier ou son mandataire est en état de faiblesse, le débiteur pourra en outre invoquer l'abus de faiblesse selon les termes de l'article 223-15-2[53] du code pénal.

##### Le créancier ou son mandataire effectue des prélèvements bancaires non autorisés
Il arrive que certains mandataires parviennent à abuser le banquier du débiteur aux fins d'obtenir un relevé d'identité bancaire et effectuer ainsi, en toute illégalité, des prélèvements sur le compte du débiteur.
Outre les peines prévues lorsque le créancier ou son mandataire contacte et informe des tiers (ici, le banquier), en cas de prélèvement bancaire non autorisé, on pourra considérer qu'il y a eu :
- faux et usage de faux, sanctionné par l'article 441-1 du code pénal[46],
- escroquerie, sanctionnée par l'article 313-1 du code pénal[44],
- extorsion, sanctionnée par l'article 312-1 du code pénal[49].

En outre, en cas de prélèvement bancaire non autorisé, le débiteur pourra obtenir de sa banque le remboursement intégral des sommes prélevées sous un délai maximum d'un mois selon les termes de l'article 132-4 du code monétaire et financier. Il pourra aussi engager la responsabilité professionnelle de la banque si celle-ci est à l'origine de la fuite, la divulgation de données étant sanctionnée par les termes de l'article 226-22 du code pénal.

### La responsabilité du créancier vis-à-vis des agissements de son mandataire
La question de la responsabilité du mandant vis-à-vis du mandataire est une question de droit relativement complexe. Cependant, cette question a été tranchée par un jugement en référé du tribunal de Lyon en novembre 2006, lequel a condamné un fournisseur d'accès à Internet pour les agissements délictueux de la société de recouvrement qu'il avait mandatée, s'appuyant sur les anciens articles 1382 et, surtout, 1384, devenus depuis, respectivement, les articles 1240 et 1242 du Code civil.

#### Article 1242 du Code civil: commettants et préposés
Cette jurisprudence s'appuie sur l'alinéa 3 concernant la responsabilité des maîtres et commettants figurant à l'article 1242 du Code civil. La loi assimile ici le préposé au mandataire (la société de recouvrement), le commettant au mandant (le créancier). Selon cet alinéa, les maîtres et les commettants sont présumés responsables des dommages causés par la faute de leurs domestiques et préposés dans l'exercice de leurs fonctions. Il s'agit d'une présomption irréfragable puisque le commettant n'a pas la possibilité de prouver qu'il n'a pu empêcher le fait dommageable. Les justifications sous-jacentes sont :
- le commettant serait fautif d'avoir accordé sa confiance à des personnes maladroites ou imprudentes,
- ce régime de responsabilité est fondé sur l'autorité et la surveillance exercée par le commettant sur son préposé (théorie du risque profit : le commettant assume les risques liés à l'activité dont il tire profit),
- idée de garantie : le commettant étant supposé plus solvable que le préposé.

Les conditions d'application du texte sont les suivantes :
- existence d'un lien de subordination : il faut que le commettant emploie pour son compte le préposé aux fins de réaliser un travail confié. Un état de subordination doit exister : le commettant doit être en mesure de donner des instructions sur le travail à réaliser. Le pouvoir du commettant peut cependant être exercé par des intermédiaires. La subordination n'est pas incompatible avec une certaine autonomie dont jouirait le préposé.
- la faute du préposé : elle doit avoir été accomplie pendant la durée de service et en relation avec ses fonctions. En cas d'abus de fonction, le commettant reste tenu si le préposé n'a pas agi en dehors de ses fonctions, sans autorisation et à des fins étrangères.

La responsabilité du commettant n'efface pas celle du préposé. Les deux sont responsables in solidum de sorte que la victime peut choisir d'agir contre l'un ou l'autre ou les deux simultanément.

#### La relation entre mandant et mandataire
La relation entre un mandant et son mandataire fait l'objet de plusieurs articles du code civil.
L'article 1993 du Code civil précise :

« Tout mandataire est tenu de rendre compte de sa gestion, et de faire raison au mandant de tout ce qu'il a reçu en vertu de sa procuration, quand même ce qu'il aurait reçu n'eût point été dû au mandant. »

— Article 1993 du Code civil
L'article 1998 du Code civil ajoute :

« Le mandant est tenu d'exécuter les engagements contractés par le mandataire, conformément au pouvoir qui lui a été donné.
Il n'est tenu de ce qui a pu être fait au-delà, qu'autant qu'il l'a ratifié expressément ou tacitement »

— Article 1998 du Code civil
Ces deux articles du code civil rendent très difficile pour un mandant, le créancier, de plaider l'ignorance des agissements de son mandataire, la société de recouvrement.

#### Conclusion
On voit donc que la responsabilité du mandant peut être mise en cause par le débiteur, parallèlement à celle du mandataire, en cas d'agissements délictueux de ce dernier. Il convient donc pour tout créancier de choisir avec un soin extrême son mandataire, et de surveiller au plus près les agissements de ce dernier afin d'éviter tout débordement.

### La renonciation au recouvrement d'une créance
Le débiteur pourra utilement invoquer devant un juge tout élément de preuve montrant que le créancier souhaitait renoncer à sa créance.
Ainsi, lors d'un litige la Cour de cassation rejeta le pourvoi formé par le créancier, la cour d'appel ayant valablement retenu que celui-ci avait manifesté clairement sa volonté de renoncer au recouvrement de la créance litigieuse par l'envoi de deux courriers électroniques au débiteur, postérieurement à l'introduction de l'instance.
L'adage « tout est preuve » reste vrai et qu'il appartient au juge de considérer ou non comme commencement de preuve tout élément qui lui est soumis.
Par ailleurs, la remise, par le créancier au débiteur, d'un écrit constatant que le débiteur a payé, constitue, selon les termes de l'article 1282 du Code civil, une présomption irréfragable de paiement : le créancier n'a plus la possibilité par la suite de prouver qu'il n'a pas été payé.

### Les voies de recours du créancier

#### L'action oblique
L'action oblique est une voie de droit qui permet à un créancier dont la créance est certaine, liquide et exigible d'exercer, au nom de son débiteur, les droits et actions de celui-ci, lorsque le débiteur, au préjudice du créancier, refuse ou néglige de les exercer.
Cette action est prévue par l'article 1166 du Code civil.
Ainsi, considérons un individu A qui a pour débiteur un individu B qui lui-même est créancier d'un individu C. Si l'individu B se désintéresse de son patrimoine en n'agissant pas contre l'individu C pour recouvrer sa créance, il sera possible au créancier A d’agir à la place de l'individu B défaillant pour que le débiteur C paie B. Après le paiement, l'individu A pourra appréhender ce que C aura payé.

### Adapter la réponse à la situation
Sollicité par un créancier ou par son mandataire, tel qu'une société de recouvrement ou un huissier agissant exclusivement dans le cadre d'un recouvrement amiable selon la législation, le débiteur potentiel aura tout intérêt à apporter rapidement à celui-ci la réponse la plus adaptée, cette réponse constituant la suite logique du processus de recouvrement.
À ce stade, les échanges, tout au moins à l'initiative du débiteur, devraient être réalisés exclusivement par courrier en recommandé avec avis de réception, pour les raisons suivantes :
- le courrier recommandé fait date juridiquement, tandis que son contenu peut difficilement être remis en cause par le destinataire,
- les courriers simples, sans valeur juridiques, sont très largement ignorés par la plupart des sociétés de recouvrement,
- le courrier, à l'opposé de l'appel téléphonique, permet de prendre une certaine distance, nécessaire pour une réponse posée et courtoise sans pour autant exclure la fermeté du ton lorsque la situation le justifie, alors même que les appels téléphoniques peuvent facilement dégénérer en invectives inutiles, et confronter le débiteur avec un salarié de l'entreprise qui ne maîtrise pas forcément ni son dossier, ni le droit y afférent.

La réponse la plus adaptée sera celle qui, dans un sens ou l'autre, permettra de dénouer la situation avant la phase de recouvrement judiciaire, donnant ici son sens au terme de recouvrement amiable.
Les différents cas présentés ci-après ne s'excluent pas mutuellement, et le débiteur pourra utilement mentionner l'ensemble des éléments dans une même et unique réponse le cas échéant.

#### La dette est fondée, le recouvrement est régulier
Lorsque la dette est fondée, c'est-à-dire certaine, liquide, exigible, et que le processus de recouvrement initié par le créancier ou son mandataire n'est pas entaché d'irrégularités telles que des justificatifs ne constituant pas la preuve de la dette, ou divers abus possibles, le débiteur devra alors rembourser cette dette le plus rapidement possible. Il pourra s'il le souhaite s'adresser directement au créancier plutôt qu'à son mandataire.
Rappel : conformément à la législation, les frais du mandataire sont à la seule charge du créancier. Ceci appelle une certaine vigilance quant à la lecture des sommes réclamées.

## Un nombre de litiges croissant
L'augmentation constante du nombre de litiges liés à des abonnements internet auprès de fournisseurs d'accès à internet, ou à des abonnements de téléphonie mobile auprès d'opérateurs, a récemment entraîné une hausse de l'activité de recouvrement de créances.
Malheureusement, dans de nombreux cas, l'opérateur ou le fournisseur transmet le dossier à une société de recouvrement alors même que l'incident de paiement est juridiquement fondé car faisant suite à un problème de type absence de fourniture du service.
Dans ces conditions, il convient encore une fois de prendre tout courrier ou appel de relance, avec la plus grande réserve, notamment dans le cas où le client est en correspondance avec le fournisseur d'accès ou l'opérateur : en effet l'organisme de recouvrement, mandaté par le fournisseur d'accès ou l'opérateur, n'aura probablement pas connaissance des derniers développements du dossier.

### La relation client fournisseur évolue
La Commission des clauses abusives a entrepris de rétablir un certain équilibre dans les relations entre le consommateur (client) et le prestataire de service, notamment les fournisseurs d'accès internet. Les déséquilibres étaient de deux types :
- obligations contractuelles à l'avantage du professionnel,
- difficulté de sortir de la relation contractuelle pour le consommateur.

La CCA a émis des recommandations dans de nombreux cas (liste non exhaustive) :
- le fournisseur a une obligation de résultat : est abusive la clause, dans les contrats de fourniture d'accès à l'Internet, qui transforme l'obligation de résultat du fournisseur en obligation de moyens ;
- pas d'inversion de la charge de preuve : par exemple dans les contrats qui imposent à l'abonné d'apporter la preuve de sa non-responsabilité (détérioration de matériel loué, etc.) ;
- indemnisation du consommateur : est abusive la clause visant à limiter toute indemnité due au consommateur.
- droit de résiliation bilatéral : le professionnel ne peut en même temps s'octroyer un droit de résiliation en cas de manquement par l'abonné à ses obligations, tandis qu'il limite le droit de l'abonné à résilier en cas d'inexécution des obligations du fournisseur.

Bien que la commission n'émette que des recommandations, celles-ci peuvent être suivies par les juges (clause réputée non écrite par le juge).